# Броя, Ррон
Ррон Броя (алб. Rron Broja; род. 9 апреля 1996, Митровица) — косовский футболист, опорный полузащитник косовского клуба «Дрита» и национальной сборной Косово.

## Клубная карьера
До января 2015 года Броя играл за молодёжную команду «Трепчи’89», после чего стал выступать за молодёжную команду бельгийского «Гента». В июле того же года косовский полузащитник был отдан в аренду в бельгийский клуб Первого дивизиона B «Дейнзе», но так и не сыграл за него ни одного официального матча. В начале сезона 2016/2017 Броя вернулся в «Трепчу’89», где уже стал игроком основы, таким образом внеся свой вклад в завоевании клубом титула чемпиона Косова.
11 января 2018 года Броя перешёл в клуб македонской Первой футбольной лиги «Шкупи». Месяц спустя он дебютировал в лиге, выйдя в стартовом составе в домашнем матче со «Шкендией», завершившемся разгомом его команды со счётом 0:3.
29 июня 2019 года Броя подписал двухлетний контракт с албанским клубом «Партизани». 11 дней спустя он дебютировал в его составе, выйдя на замену на 68-й минуте матча против азербайджанского «Карабаха», проходившего в рамках первого отборочного раунда Лиги чемпионов УЕФА сезона 2019/2020.
3 августа 2021 года Броя заключил двухлетнее соглашение с косовской «Дритой», получив 4-й номер в команде.

## Карьера в сборных
8 июня 2015 года Броя был вызван в сборную Албании до 21 года для участия в товарищеских матчах со сверстниками из Казахстана и Швеции. Восемь дней спустя он дебютировал за команду, выйдя в стартовом составе в матче со шведами.
13 марта 2017 года Броя в интервью подтвердил тот факт, что стал игроком сборной Косова до 21 года. Восемь дней спустя он получил вызов в неё на матч отборочного турнира чемпионата Европы среди молодёжных команд 2019 против сборной Ирландии. Броя сыграл в нём, выйдя на поле в стартовом составе.
22 января 2018 года Броя получил свой первый вызов в главную сборную Косова на товарищеский матч против Азербайджана. Однако через два дня матч был отменён. Броя дебютировал за сборную Косово 12 января 2020 года в товарищеском матче против Швеции, когда он вышел на замену на 64-й минуте вместо Исмета Лушаку.